# Tetraonyx parviceps
Tetraonyx parviceps es una especie de coleóptero de la familia Meloidae.

## Distribución geográfica
Habita en Perú y Chile.